# Stefan Müller (architekt)
Stefan Janusz Müller (ur. 15 maja 1934 we Lwowie, zm. 28 lutego 2018 we Wrocławiu) – polski architekt, urbanista, teoretyk architektury, wykładowca Politechniki Wrocławskiej. Mąż architektki Marii Müller.

## Życiorys
W 1956 r. ukończył architekturę na Politechnice Wrocławskiej i od tego samego roku związany był z pracownią wrocławskiego Miastoprojektu. Od 1964 r. był wykładowcą na Politechnice Wrocławskiej, od 1998 r. na stanowisku profesora nadzwyczajnego. Jego praca naukowa koncentrowała się wokół teoretycznych i doktrynalnych podstaw współczesnej architektury, ze szczególnym uwzględnieniem związków pomiędzy zastałym środowiskiem przyrodniczym i kulturowym, a nową architekturą.
Od początku lat sześćdziesiątych XX w. wraz z żoną Marią prowadził autorską pracownię architektoniczną tworząc projekty domów mieszkalnych głównie we Wrocławiu i na Dolnym Śląsku, a także obiektów użyteczności publicznej i kościołów. W swoim dorobku ma ponad czterdzieści realizacji architektonicznych.
W latach 1971–1976 był prezesem oddziału Stowarzyszenia Architektów Polskich, a w latach 1990–1992 architektem miasta Wrocławia i dyrektorem wydziału architektury i geodezji urzędu miejskiego we Wrocławiu. Zorganizował dwie międzynarodowe wystawy architektoniczne TERRA 1 i TERRA 2. W 1974 odznaczony Srebrnym Krzyżem Zasługi. W 2011 r. otrzymał honorową nagrodę wrocławskiego oddziału SARP.
Zmarł 28 lutego 2018 r. i został pochowany na cmentarzu przy ul. Smętnej na Sępolnie.

## Ważniejsze dzieła
- 1962-63 – galeriowy dom wielorodzinny przy ul. Grabiszyńskiej 133-135 we Wrocławiu[3]
- 1963-65 – odbudowa rynku w Jaworze[3]
- 1974-81 – ośrodek wypoczynkowy „Granit” w Szklarskiej Porębie[3]
- 1982-83 – kościół Podwyższenia Krzyża Świętego w Smarchowicach[3]
- 1982-83 – kościół Najświętszej Maryi Panny Królowej Polski w Domaszowicach[3]
- 1984-2006 – kościół św. Stanisława Kostki we Wrocławiu[3]
- 1986 – dom jednorodzinny przy ul. Belgijskiej we Wrocławiu
- 1993-2001 – parking wielopoziomowy przy ul. Szewskiej we Wrocławiu (Szewska Centrum)[3]
- 1993-2001 – kościół pw. Chrystusa Króla w Suwałkach[3]

## Galeria

### Realizacje

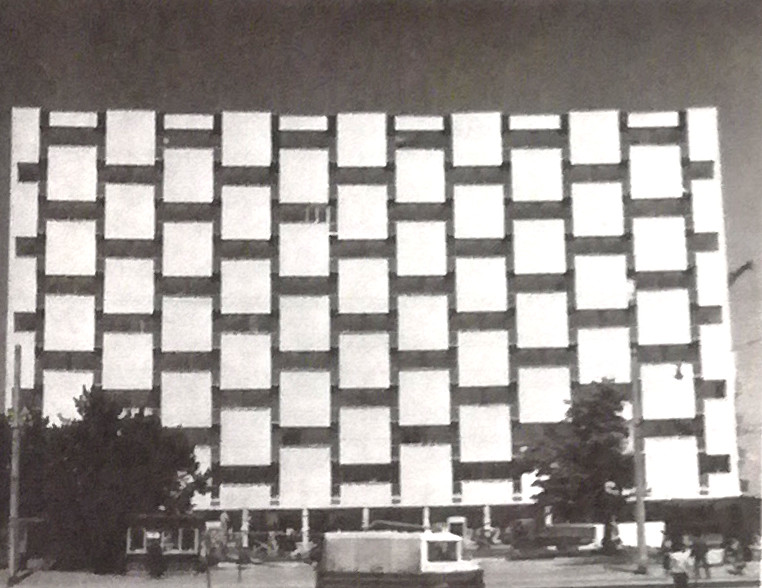
"Galeriowiec" przy ul. Grabiszyńskiej 133-135 we Wrocławiu, fasada
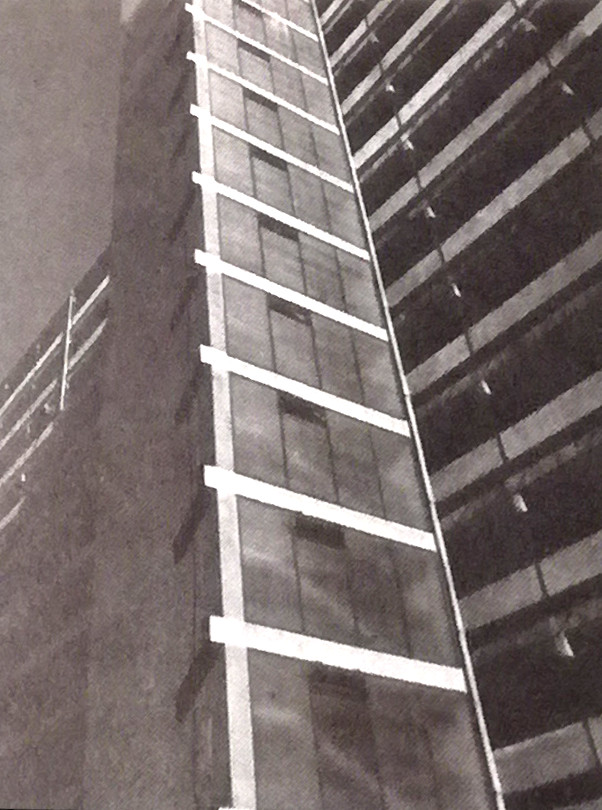
Tylna elewacja budynku mieszkalnego przy ul. Grabiszyńskiej z widocznymi galeriami i szybem windy.
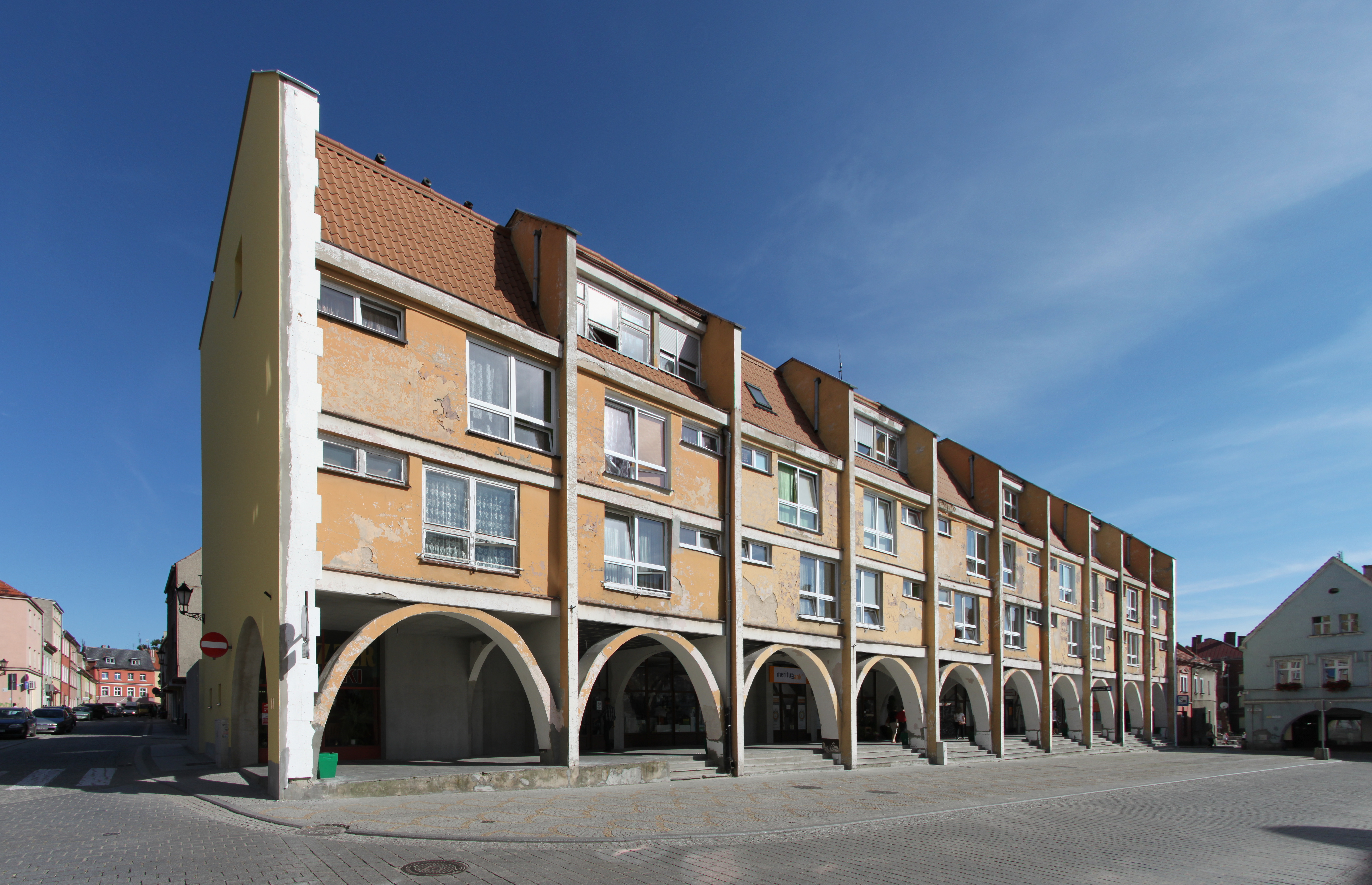
Wschodnia pierzeja rynku w Jaworze
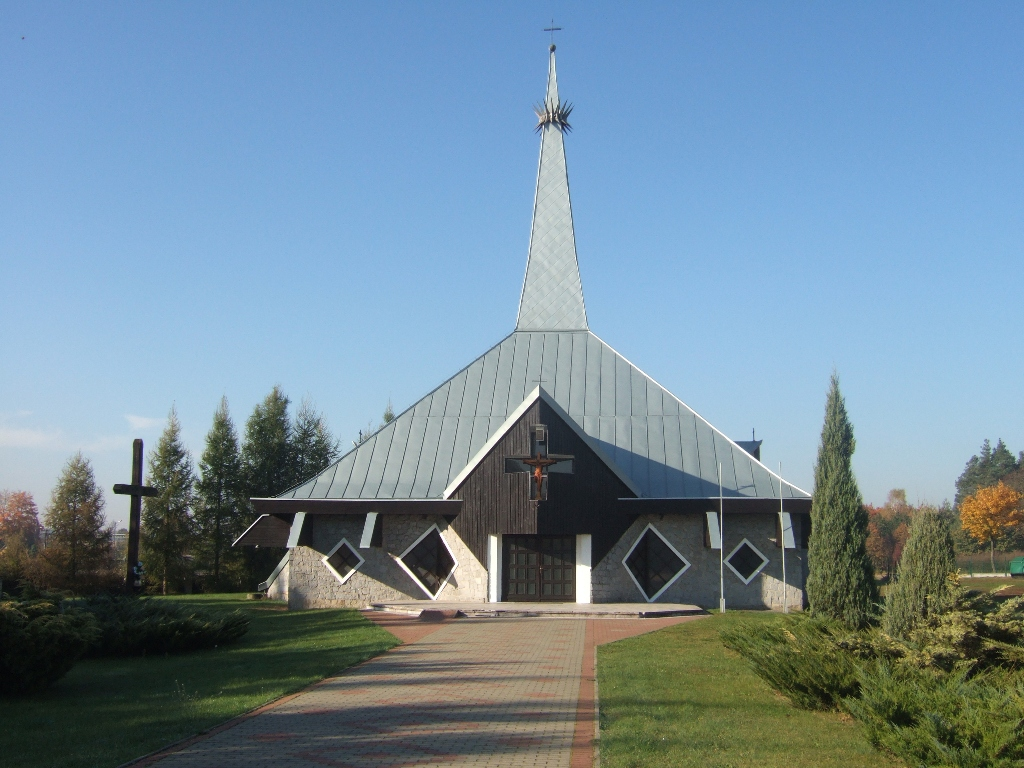
Kościół Najświętszej Maryi Panny Królowej Polski w Domaszowicach
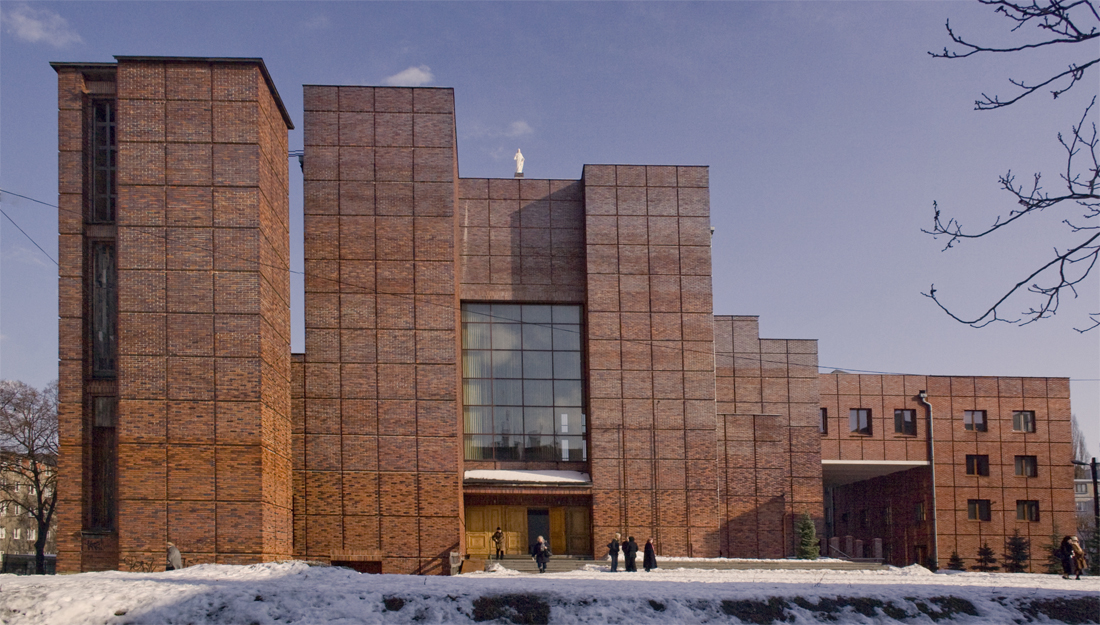
Kościół św. Stanisława Kostki we Wrocławiu
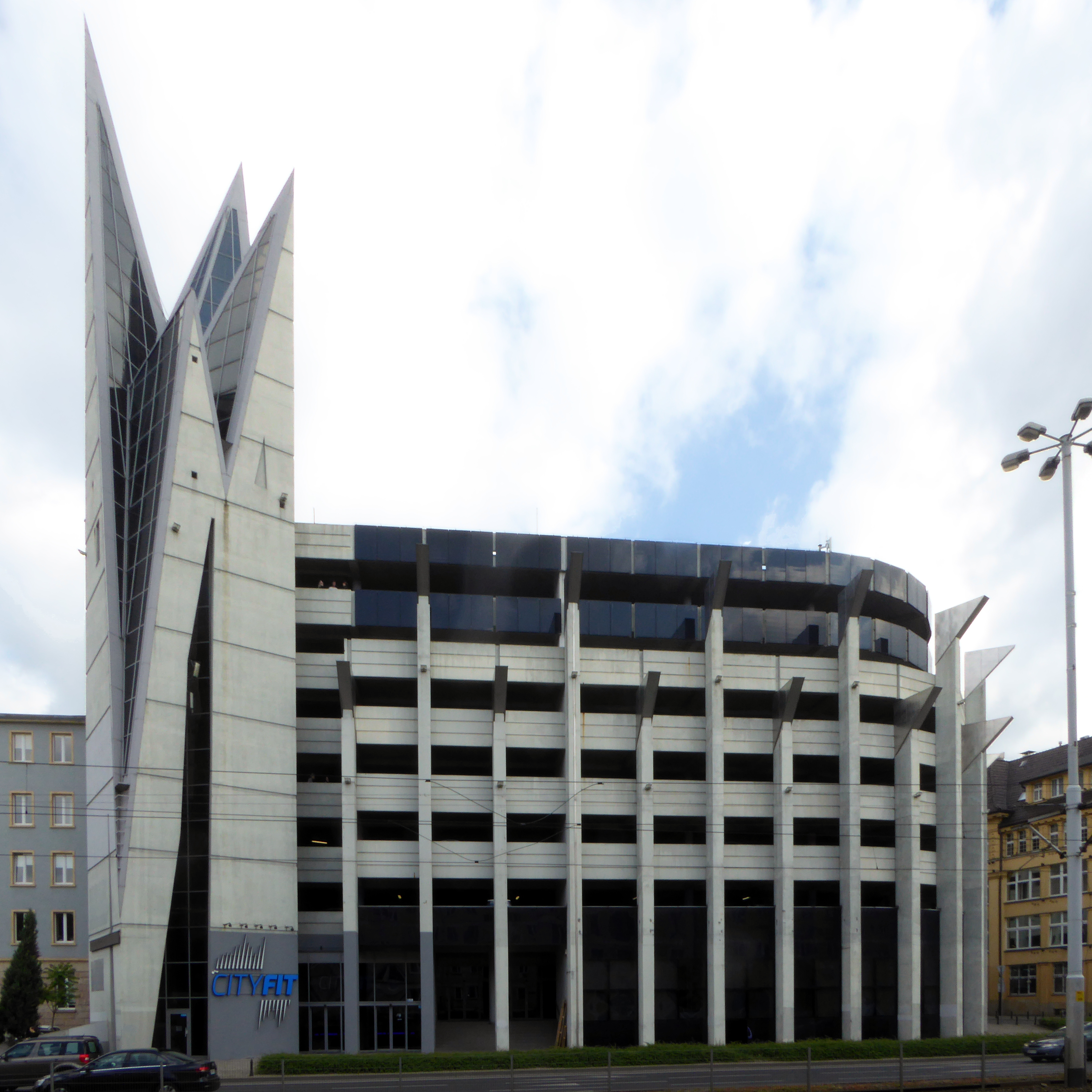
Parking wielopoziomowy przy ul. Szewskiej we Wrocławiu

### Projekty niezrealizowane

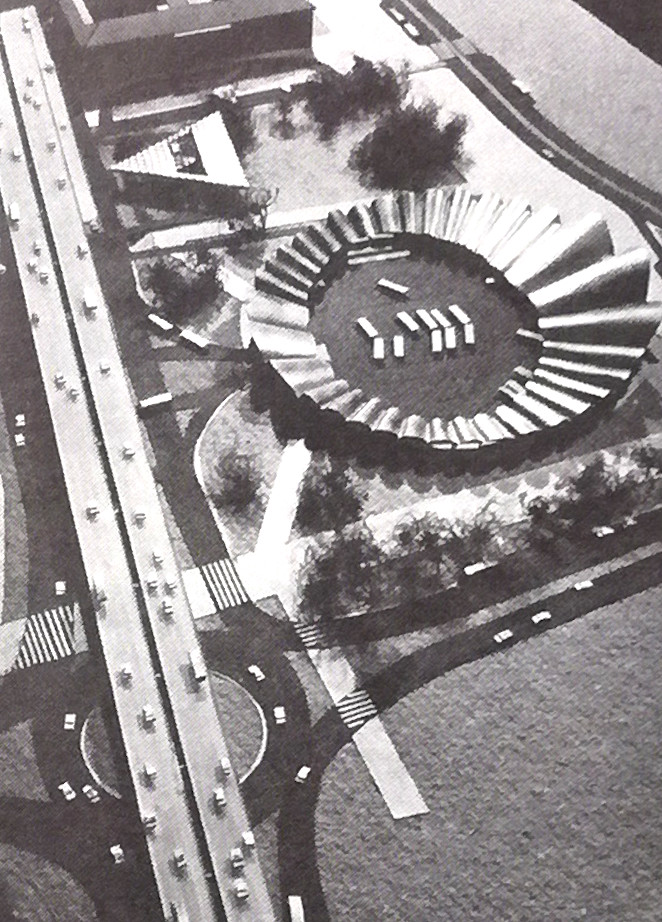
Makieta dworca autobusowego we Wrocławiu
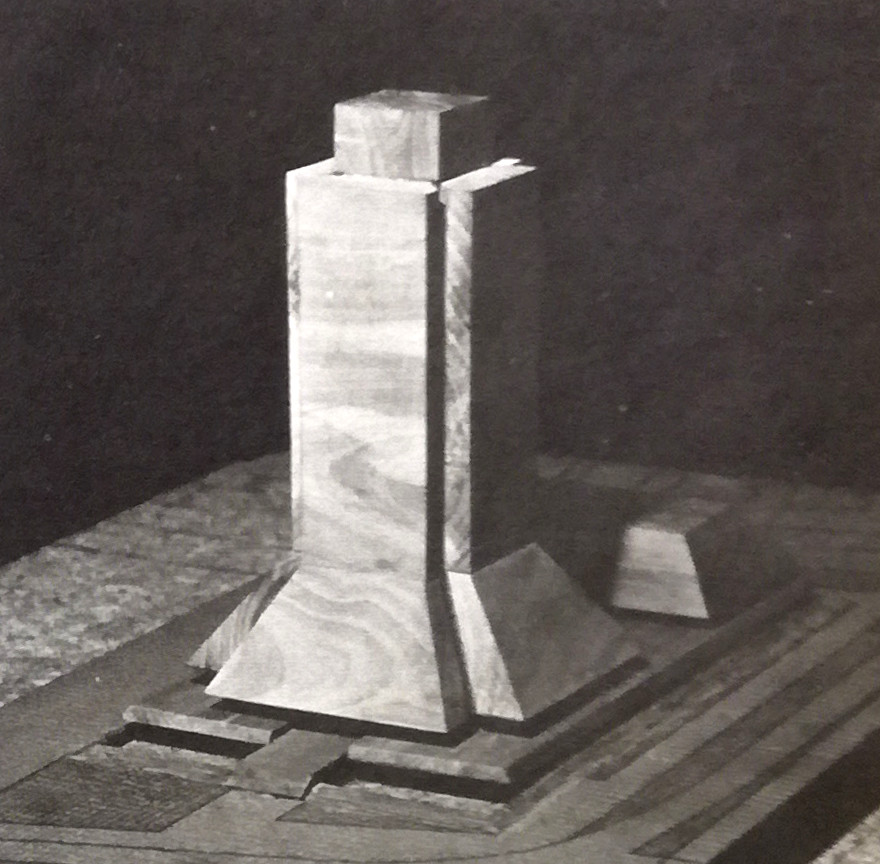
Projekt ośrodka badawczo-projektowego Zakładów Przemysłu Organicznego "Rokita" we Wrocławiu, 1973
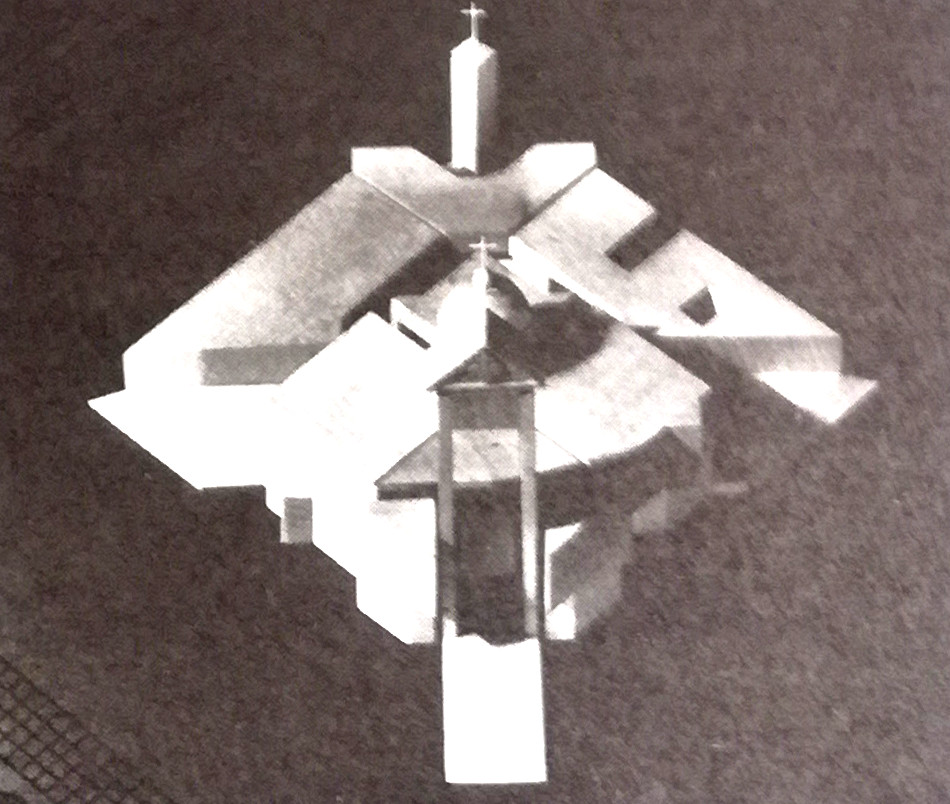
Projekt kościoła w Kluczborku

## Literatura
- Rafał Eysymontt, Jerzy Ilkosz, Agnieszka Tomaszewicz, Jadwiga Urbanik (red.): Leksykon architektury Wrocławia. Wrocław: Via Nova, 2011. Brak numerów stron w książce
- prof. dr inż. arch. Stefan Janusz Müller. [w:] In memoriam. Pamięci architektów polskich [on-line]. [dostęp 2018-03-03]. (pol.).
- Wspomnienie o  prof. Stefanie Müllerze. [w:] wa.pwr.edu.pl [on-line]. [dostęp 2018-03-08]. (pol.).